# Jonchée (fromage)
Pour l’article homonyme, voir Jonchée (rituel).
La jonchée est un fromage frais originaire de Charente-Maritime. Fabriqué à partir de lait de vache, de brebis ou de chèvre caillé, elle est présentée dans un paillon de jonc tressé, long d'une vingtaine de centimètres et ficelé aux extrémités, qui lui donne à la fois son nom et son goût herbacé légèrement amer.

## Caractéristiques
La jonchée, qui date au moins du Moyen Âge, était réalisée dans plusieurs régions maritimes du Sud-Ouest de la France. C'est aujourd'hui une spécialité des régions littorales de la Charente-Maritime : Aunis, Saintonge maritime, archipel charentais (île d'Oléron, île de Ré). Elle se rapproche de la caillebotte, cependant la caillebotte n'est pas égoutée et est consommée de préférence dans les heures qui suivent sa fabrication. Son appellation peut varier suivant sa zone de production (jonchée sur natte, jonchée rochefortaise, jonchée niortaise, jonchée d'Oléron, jonchée du Poitou….
Le lait est caillé avec de la présure ou traditionnellement de la fleur d'artichaut sauvage. Il est aromatisé à l’amande ou au laurier, puis enroulé sur un treillis de jonc, enroulé, ficelé aux extrémités et entreposé au frais durant moins d'une journée où il poursuit son égouttage et son affinage. 
Pour le consommer, en dessert ou en apéritif, le fuseau de jonc est déroulé et la jonchée arrosée d'eau de laurier amandée, ou sucrée légèrement, voire agrémentée de pineau des Charentes ou de cognac. Le jonc confère au fromage une pointe d'amertume qui augmente avec le temps d'égouttage.

## Culture

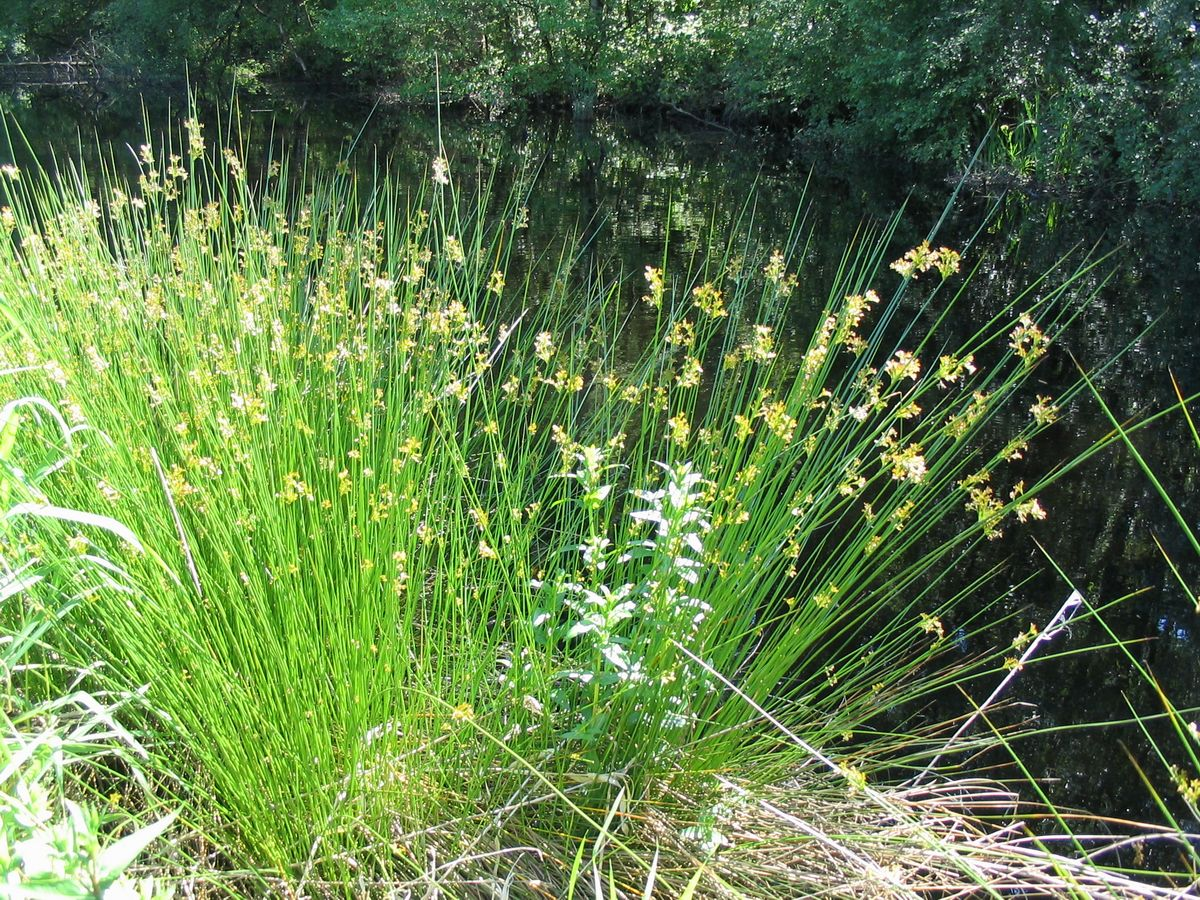
Touffes de jonc diffus (juncus effusus), le plus commun des joncs.

Dans le film Les Saveurs du palais (2012) de Christian Vincent, Hortense Laborie - interprétée par Catherine Frot - prépare, pour le repas typiquement charentais du président, après d'infructueux essais, une « jonchée rochefortaise » agrémentée de crème d'amande et de gelée de sureau.